# Wit hongerbloempje
Wit hongerbloempje (Draba muralis) is een soort uit de kruisbloemenfamilie (Brassicaceae).

## Determinatie
Wit hongerbloempje is een kruidachtige, eenjarige plant. De soort bereikt een hoogte van 10–40 cm en vormt bebladerde stengels. Er is een verschil tussen de wortelbladen en de hogere stengelbladeren. De stengelbladeren zijn zittend en rondachtig tot eirond. De wortelbladen zijn kort gesteeld en omgekeerd eirond tot langwerpig. Beiden zijn getand.
De plant bloeit van april tot juni. De witte bloemen hebben 1–1,5 mm lange kroonbladen, die iets ingesneden kunnen zijn. De rechtafstaande, gesteelde hauwtjes zijn groter dan de bloemen, 3–6 mm lang, 1–3 mm breed, langwerpig en afgeplat van vorm.

## Ecologie
Wit hongerbloempje is een thermofiele soort die voorkomt op droge, mesotrofe, kalkhoudende, zandige, gruizige of stenige substraten. Ze wordt vooral aangetroffen in droge stroomdalgraslanden, in rots- en muurvegetatie, langs spoorwegen en in de duinen.

### Syntaxonomie
In de syntaxonomie behoort wit hongerbloempje tot de plantengemeenschap Festuco-Sedetalia.

## Verspreiding
In Nederland is wit hongerbloempje zeldzaam. Ze komt voor in de duinen, het rivierengebied en in de Alblasserwaard.